# László Papp

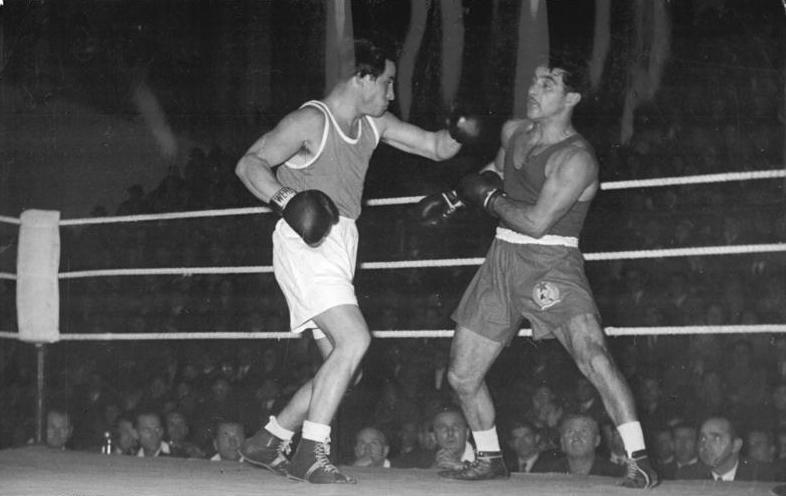
Papp (dreapta) contra Schultze (RDG)

László Papp (n. 25 martie 1926, Budapesta, Regatul Ungariei – d. 16 octombrie 2003, Budapesta, Ungaria) a fost un boxer maghiar.

## Viața
Papp a fost primul boxer, care a devenit de trei ori consecutiv  campion olimpic la categoria semimijlocie în anii 1948, 1952 și 1956. El fiind considerat unul din cei mai buni boxeri din secolul XX.
In anul 1957 va fi primul boxer profesionist dintr-o țară socialistă, are de fapt o licență austriacă, și se antrenează în Austria.  Cu toate greutățile întâmpinate va reuși să câștige medalia de aur în anii 1962-1964 în boxul profesionist la categoria semigrea, învingând de trei ori pe boxerul german Peter Müller.
La sfârșitul anului 1964 încheie cariera sportivă cu un palmares în care din 312 de meciuri,  are 301 de victorii, 6 meciuri nedecise și 5 înfrângeri. Intre anii 1969 - 1992 va antrena echipa de box a Ungariei, György Gedó va câștiga în anul 1972, sub îndrumarea lui medalia olimpică de aur la categoria semigrea, iar ulterior Papp va înființa o școală de box în Budapesta. 
Moare după o boală chinuitoare la 16 octombrie 2003 în Budapesta.

## Medalii
| Jocurile Olimpice    | Jocurile Olimpice | Jocurile Olimpice |
| -------------------- | ----------------- | ----------------- |
| Aur                  | 1948 Londra       | categ. mijlocie   |
| Aur                  | 1952 Helsinki     | categ. semigrea   |
| Aur                  | 1956 Melbourne    | categ. semigrea   |
| Campionatul European |                   |                   |
| Aur                  | 1949 Oslo         | categ. mijlocie   |
| Aur                  | 1951 Milánó       | categ. semigrea   |